# 薇奥拉·阿姆赫德
薇奥拉·帕特里夏·阿姆赫德（德語：Viola Patricia Amherd，1962年6月7日—），瑞士政治家，瑞士联邦防卫、公民保护与体育部部长，所屬政黨为瑞士基督教民主人民黨，2019年至2025年擔任瑞士聯邦委員會委員，2023年1月1日就任瑞士联邦副主席，2024年1月1日升任瑞士联邦主席。